# Rezerwat przyrody Zaskalskie-Bodnarówka
Rezerwat przyrody Zaskalskie-Bodnarówka – krajobrazowy rezerwat przyrody w Małych Pieninach, na terenie gminy Szczawnica, w powiecie nowotarskim (województwo małopolskie). Ma powierzchnię 19,02 ha i utworzony został w 1961 w celu ochrony krajobrazu, lasu i cennych naskalnych i ciepłolubnych zespołów roślinności porastających wapienne skały i strome zbocza. Leży na gruntach Skarbu Państwa w zarządzie Nadleśnictwa Krościenko (leśnictwo Małe Pieniny).

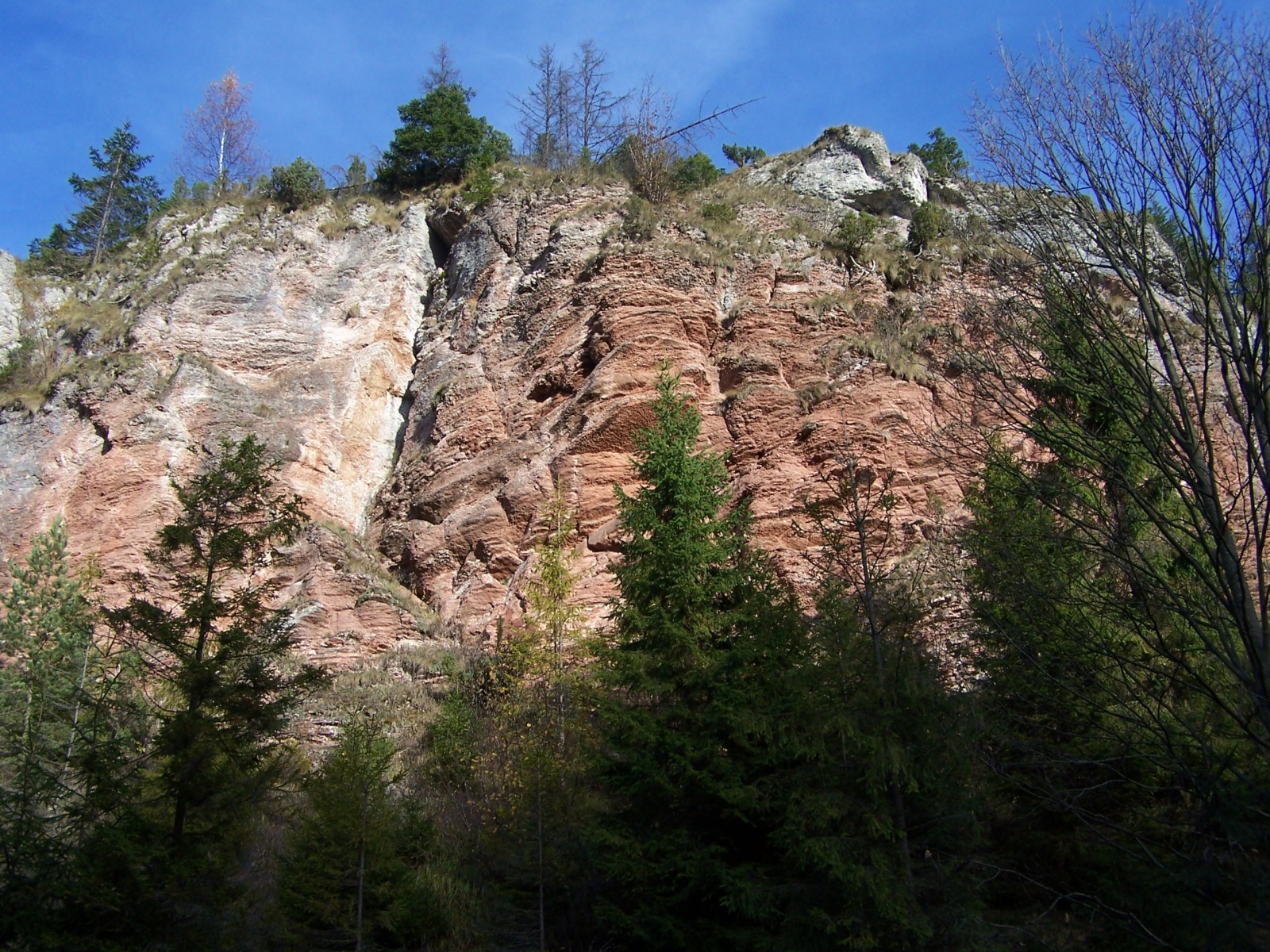
Czerwona Skała

Rezerwat znajduje się w dolinie Skalskiego Potoku uchodzącego do Grajcarka w Jaworkach, oraz na zboczach zalesionej góry Skalskie (789 m n.p.m.). Potok tworzy w niektórych miejscach głęboki wąwóz z odsłonięciami fliszu karpackiego. W lesie gniazduje rzadki ptak puchacz. W centrum Jaworek znajduje się drogowskaz kierujący do tego rezerwatu. Prowadzi do niego droga, nie jest to jednak szlak turystyczny i przejście przez rezerwat wymaga uzgodnienia z nadleśnictwem. Droga prowadzi przez pola uprawne Skalskie – nieistniejące już osiedle łemkowskiej wsi, obok wyciągu narciarskiego. Na skraju lasu wkraczamy w oryginalną bramę skalną utworzoną przez dwie duże skały; po prawej stronie jest to Dziurawa Skała, po lewej Czerwona Skała. W lesie powyżej Dziurawej Skały znajduje się jeszcze jedna, niewidoczna z drogi skała „Podyrgałyłska”. Dalej ścieżka prowadzi korytem potoku, jest rozjeżdżona przez pojazdy ściągające drzewo, zawalona wielkimi głazami i ciężka do przejścia. Z rzadkich w Polsce gatunków roślin stwierdzono występowanie dwulistnika muszego.
Rezerwat leży w granicach Południowomałopolskiego Obszaru Chronionego Krajobrazu, który stanowi w tym miejscu otulinę Popradzkiego Parku Krajobrazowego. Ponadto jest położony na terenie obszaru siedliskowego sieci Natura 2000 „Małe Pieniny” PLH120025.
Według obowiązującego planu ochrony ustanowionego w 2016 roku, obszar rezerwatu objęty jest ochroną czynną.